# 朱拉隆功大学

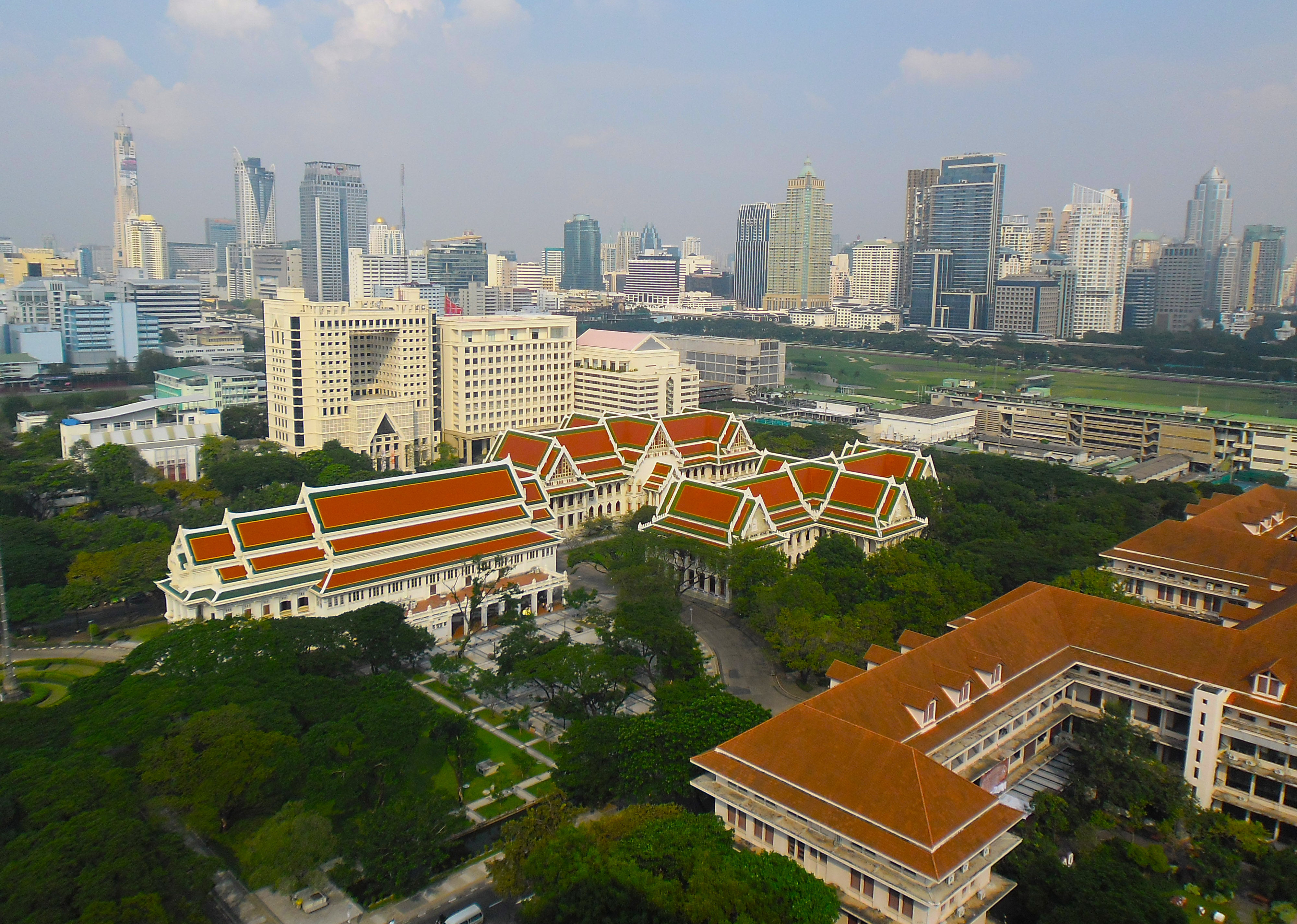
朱拉隆功大學校本部東校區

朱拉隆功大学是一所位於泰國曼谷暹罗區的國立研究型大學，是泰国最古老的大学，被尊为「全国最有威望的大学」。大学拥有19个学院、3个研究生院、1个分校、14个研究所、2个教育中心和2个附属学校，是泰国最好的大学之一。
学校名字取自朱拉隆功国王（拉玛五世），创始人是瓦吉拉伍德国王（拉玛六世）。拉玛六世将该校发展成一所国家直属的行政学院，并且增加了很多课程，例如农业、商业、教育、工程学、水上行政、法律、医学和公共管理。1917年，这所行政学院已具有综合性大学的规模。

## 排名

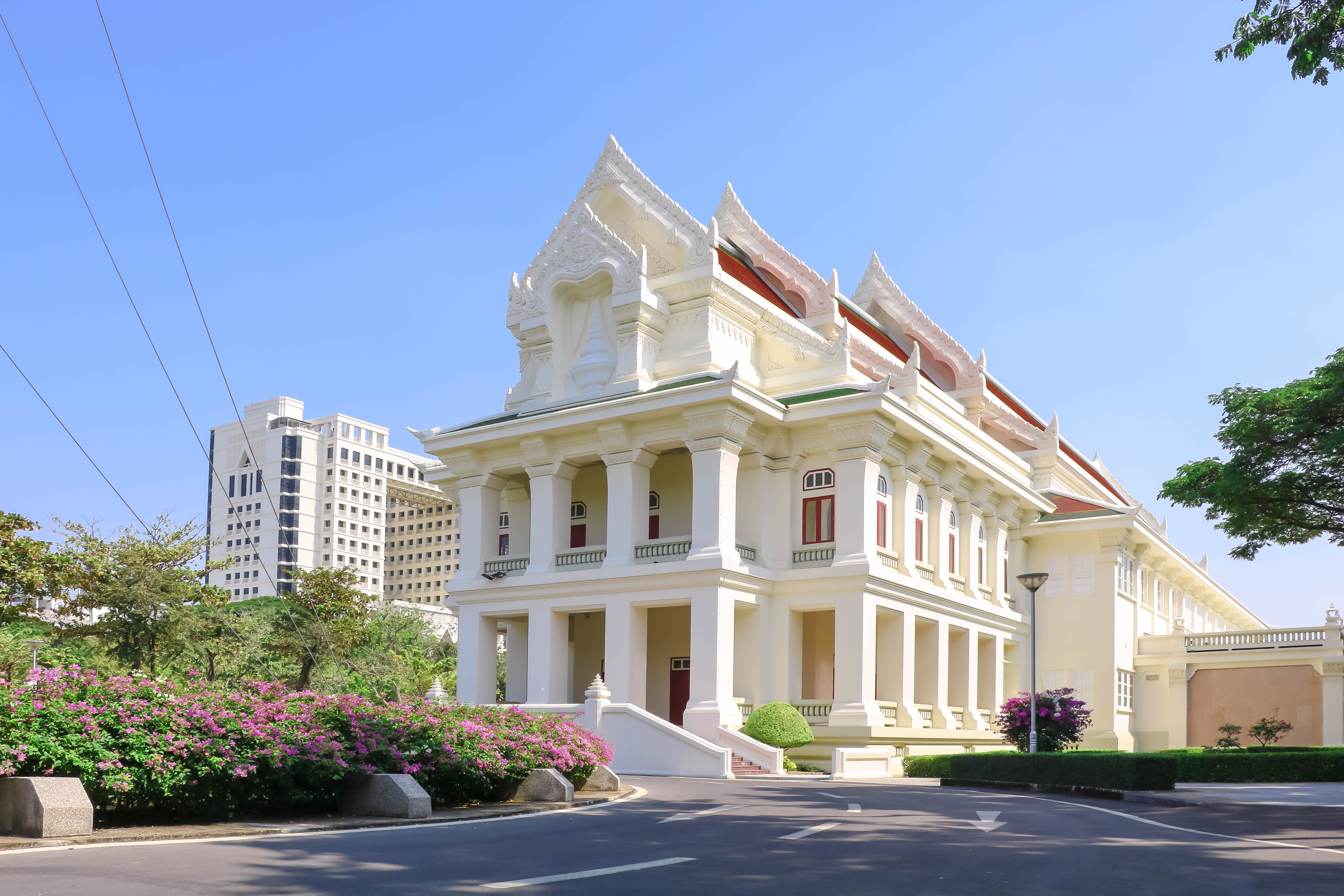
朱拉隆功大學礼堂

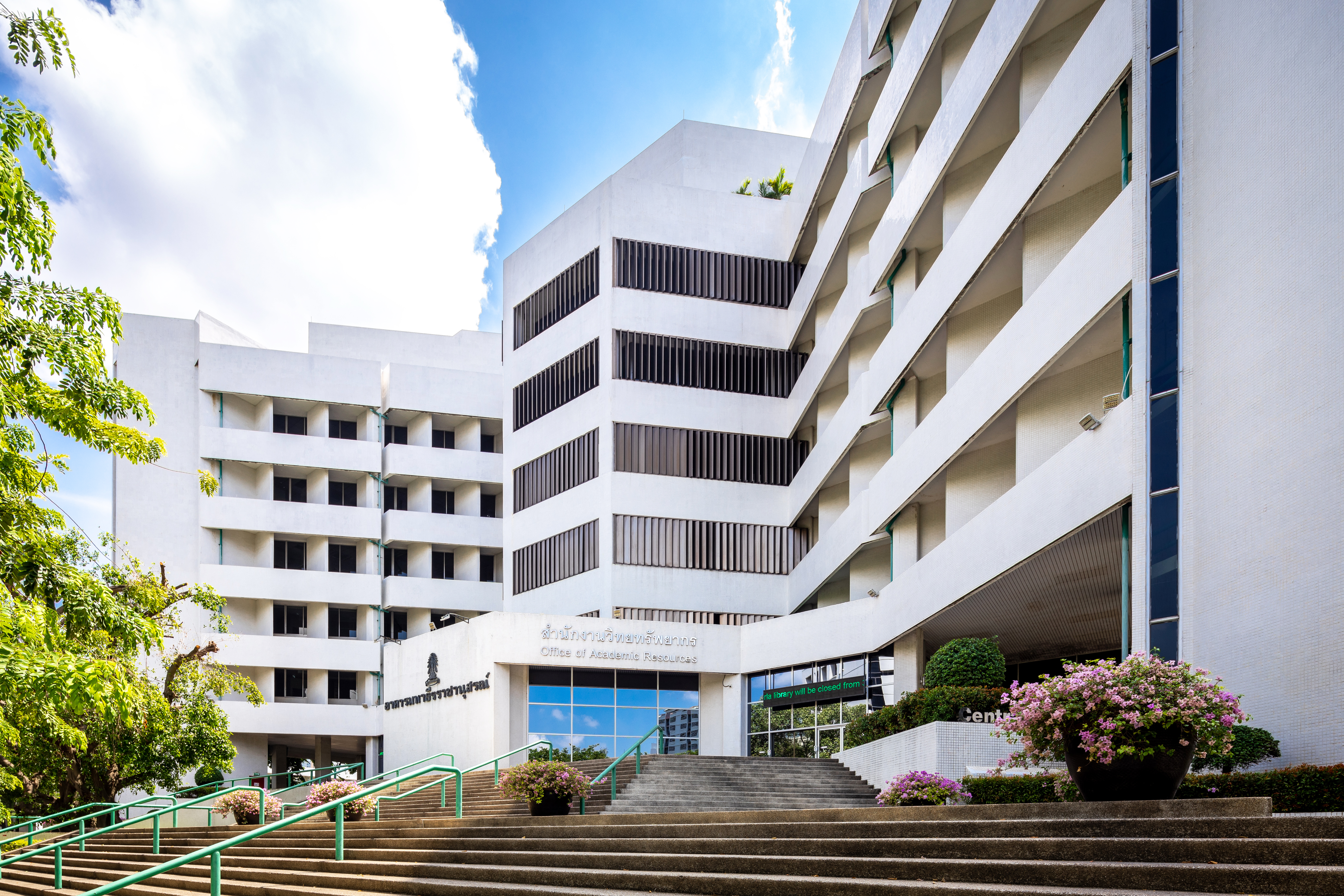
朱拉隆功大學中央圖書館

2018年QS世界大学排名中，朱拉隆功大学排在世界第245位 ，在上榜的泰国大学中排名第一。
2017年QS亞洲大學排名中，朱拉隆功大学排在世界第252位 ，在上榜的泰国大学中排名第一。
2017QS全球毕业生就业排名（QS Graduate Employability Rankings）, 朱拉隆功大学 排在世界第151-200位 ，在上榜的泰国大學(高校)中排名第一。
2017年度软科世界大学学术排名（ShanghaiRanking’s Academic Ranking of World Universities，简称ARWU, 朱拉隆功大学 排在世界第401-500位 ，在上榜的泰国大學(高校)中排名第一。
2016年度CWUR世界大学排名, 朱拉隆功大学 排在世界第320位 ，在上榜的泰国大學(高校)中排名第一。
2016年度RUR世界大学排名, 朱拉隆功大学 排在世界第424位 ，在上榜的泰国大學(高校)中排名第一。
2016年度RUR Reputation Rankings 世界大学排名, 朱拉隆功大学 排在世界第182位 ，在上榜的泰国大學(高校)中排名第一。
2016年度RUR Research Performance Rankings  世界大学排名, 朱拉隆功大学 排在世界第424位 ，在上榜的泰国大學(高校)中排名第一。
2016年度CWTS 世界大学排名, 朱拉隆功大学 排在世界第432位 ，在上榜的泰国大學(高校)中排名第一。
2017年度 THE world ranking  世界大学排名, 朱拉隆功大学 排在世界第601-800位
2015年度UI green metric 世界大学排名, 朱拉隆功大学 排在世界第30位 ，在上榜的泰国大學(高校)中排名第一。

## 校园

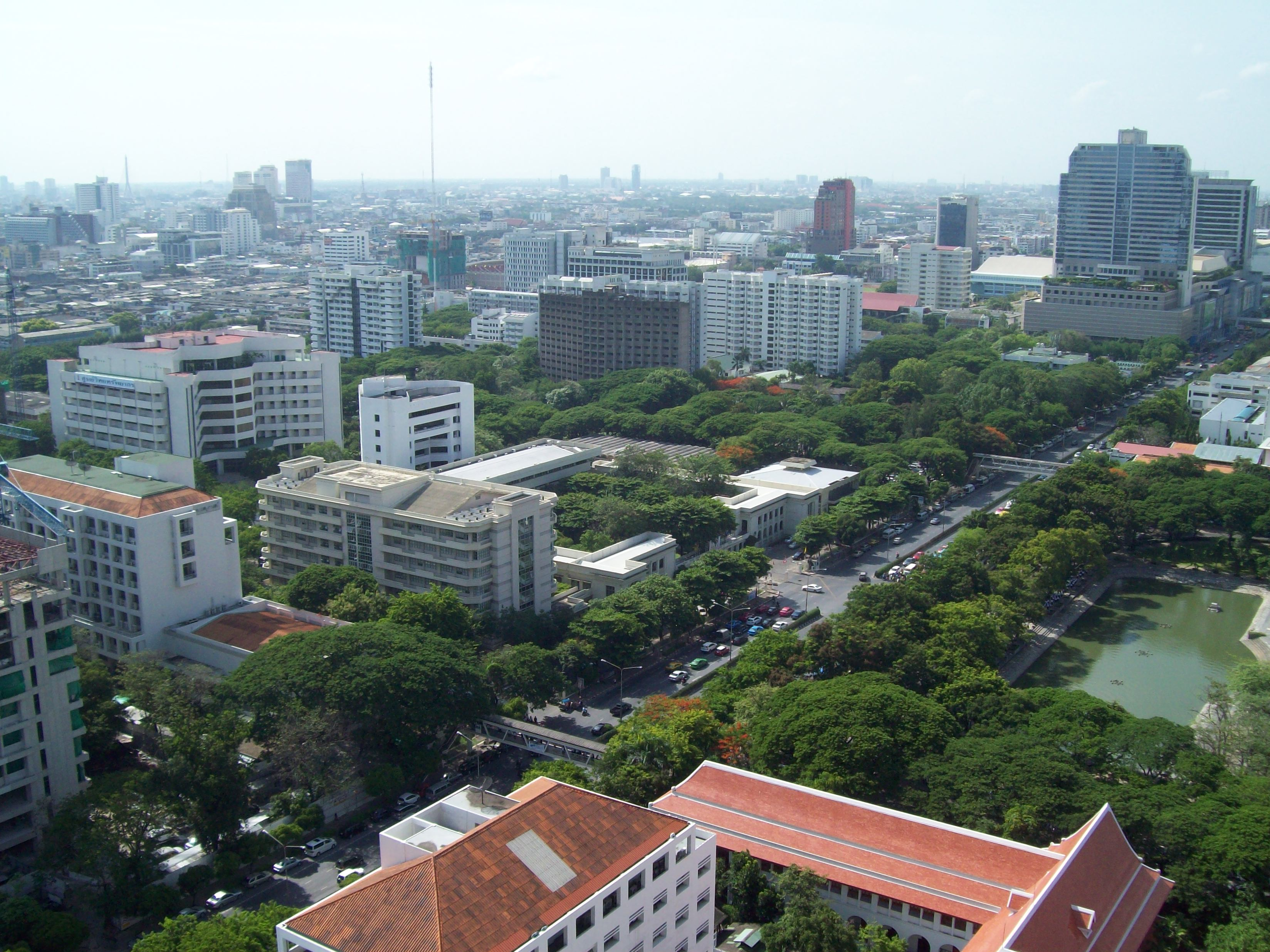
朱拉隆功大學校本部西校區

校园占地3000多亩，其中32%出租给商业公司，出租收入是学校年收入的稳定来源。校园內共有198座的建筑楼，包括了礼堂、教学楼、实验室、图书馆、住宿楼等。

## 学科院系
建校之初，仅有4个学院，即医学院、政治科学院、工程学院、文学院。1923年至1934年，在洛克菲勒基金會组织的资助下，对各个学院进行了教学改革，并在1930年正式设置硕士和博士学位。

### 社會科學與人文學院
- 教育學院
- 法學院
- 傳播藝術學院
- 商業與會計學院
- 政治科學學院
- 美術與應用藝術學院
- 經濟學院
- 藝術學院

### 科技學院
- 理學院
- 工程學院
- 建築學院
- 農業資源學院

### 健康科學學院
- 心理學院
- 牙醫學院
- 護理學院
- 醫學院
- 藥學院
- 聯合健康科學學院
- 體育科學學院
- 獸醫學院

## 國際课程

### 大學
- 建築學院：建築設計(Architectural Design)、傳播設計(Communication Design)
- 文學院：語言與文化(Language and Culture)
- 商業與會計學院：會計(Accounting)、國際商業管理(International Business Management)
- 傳播藝術學院：傳播管理(Communication Management)
- 經濟學院：經濟學(Economics)
- 工程學院：航太工程(Aerospace Engineering)、汽車設計與製造工程(Automotive Design and Manufacturing Engineering)、資訊傳播工程(Information and Communication Engineering)、奈米工程(Nano - Engineering)
- 心理學院：心理學(Psychological Science)
- 科學學院：應用化學(Applied Chemistry)

### 研究所
- 公共衛生學院：公共衛生(Public Health)、公共衛生科學(Public Health Sciences)
- 聯合健康科學學院：食品與營養學(Food and Nutrition)
- 建築學院：建築設計(Architectural Design)
- 文學院：泰語研究(Thai Studies)
- 商業與會計學院：金融(Finance)、金融工程(Financial Engineering)、國際商業管理(International Business Management)、商業管理(Business Administration)、商業資訊工程(Information Technology in Business)、定量金融(Quantitative Finance)
- 傳播學院：戰略傳播管理(Strategic Communication Management)
- 牙科學院：美容修復與植牙(Esthetic Restorative and Implant Dentistry)、牙科科學健康(Dental Public Health)
- 經濟學院：商務與管理經濟(Business and Managerial Economics)、國際經濟金融(International Economics and Finance)、醫學經濟與醫護管理(Health Economics and Health Care Management)、勞動經濟學與人類資源管理(Labour Economics and Human Resource Management)、經濟學(Economics)
- 教育學院：對外英語教學(Teaching English as a Foreign Language)
- 工程學院：工程管理(Engineering Management)、石油鑽採工程(Petroleum Engineering)、土木工程(Civil Engineering)
- 法學院：商業法(Business Law)
- 醫學院：衛生發展(Health Development)、醫療科學(Medical Sciences)、生物醫學與生物科技(Biomedical Sciences and Biotechnology)
- 護理學院：護理學(Nursing Science)
- 藥理學院：製藥科技(Pharmaceutical Technology)、社會管理藥學(Social and Administrative Pharmacy)、藥學照護(Pharmaceutical Care)
- 政治學院：國際發展研究(International Development Studies)、治理學(Governance)
- 科學學院：計算機科學與資訊技術(Computer Science and Information Technology)、食品科學與技術(Food Science and Technology)、石油地質科學(Petroleum Geoscience)、農業科技(Agricultural Technology)
- 研究生院：文化管理(Cultural Management)、英語國際語言(English as an International Language)、環境、發展與永續(Environment, Development and Sustainability)、歐洲研究(European Studies)、危險物質與環境管理(Hazardous Substance and Environmental Management)、韓國研究(Korean Studies)、東南亞研究(Southeast Asian Studies)、物流管理(Logistics Management)、奈米科學與技術(Nanoscience and Technology)
- 撒辛商業管理學院：商業管理(Business Administration)、人力資源管理(Human Resource Management)、高階管理(Management (Executive))
- 石油與石油化工學院：石油化工技術(Petrochemical Technology)、石油技術(Petroleum Technology)、高分子科學(Polymer Science)